# Montaquila
Montaquila è un comune italiano di 2 253 abitanti della provincia di Isernia in Molise. L'abitato sorge su un colle che domina la valle del Volturno.

## Storia
Il nucleo abitato a forma di cerchio su un colle, in epoca aragonese (XV sec.) fu dotato di nuove mura con torri circolari e un castello. La chiesa principale era Santa Maria Assunta.
Il terremoto del 1805 danneggiò la chiesa che dovette essere abbattuta nel 1850, dopo restauri mal posti. Fu ricostruita nel 1888.

### Simboli
Lo stemma e il gonfalone del comune di Montaquila sono stati concessi con decreto del presidente della Repubblica del 19 settembre 1994.
Il gonfalone municipale è un drappo di azzurro, riccamente ornato di ricami d'argento e caricato dello stemma sopra descritto con l'iscrizione centrata in argento, recante la denominazione del Comune.

## Monumenti e luoghi d'interesse

### Borgo medievale di Roccaravindola
Il borgo medievale risale al X secolo. Il castello fu costruito nel 1074 circa dal conte Ugone di Venafro, che ebbe il feudo dall'abate Desiderio di Montecassino. Il feudo fu poi delle famiglie dei D'Angiò dei Pandone (XV secolo), e dei Caracciolo. Il borgo, in fase di decadenza dagli anni '60 per lo spopolamento, è arroccato su un colle roccioso. In cima vi è il castello, di cui si conservano parti di mura e due torri circolari. Si accedeva mediante una piattaforma distrutta, di cui rimane la Porta Vecchia di accesso, ad arco a tutto sesto. Le case sono legate fra loro, in un complesso fortificato che riveste tutta la cresta del colle. Verso l'esterno, quasi a strapiombo verso il burrone, vi è la piccola chiesa, molto semplice.

### Parrocchiale di Santa Maria
La chiesa medievale fu ricostruita nel 1663 e poi nel 1888. La forma attuale è neoclassica per quanto riguarda la facciata con architrave a Tempio greco. Il resto dell'esterno è in pietra grezza. Interno a navata unica con cimeli dell'epoca barocca tra i quali i monili in oro.

### Torri circolari
Si conservano tre torri della cinta muraria. Una delle torri, maggiormente conservata, è suddivisa in due livelli da una cornice. Possiede una finestra e merlature sulla sommità.
Una seconda torre è diventata una cappella privata della famiglia Rossi.

## Società

### Evoluzione demografica
Abitanti censiti

## Geografia antropica
La popolazione di Montaquila è distribuita principalmente nel capoluogo comunale e nella frazione di Roccaravindola, posta ai margini orientali della piana di Venafro. I suoi abitanti si chiamano ravindolesi o roccasciáni. Questa frazione è in espansione negli ultimi decenni e la popolazione è di circa 1 200 abitanti, risultando il nucleo abitato più grande del comune. Nel suo territorio è presente l'omonima stazione ferroviaria.

## Amministrazione
| Periodo          | Periodo          | Primo cittadino    | Partito      | Carica      | Note        |
| ---------------- | ---------------- | ------------------ | ------------ | ----------- | ----------- |
| 1985             | 1990             | Francesco Rossi    | lista civica | Sindaco     |             |
| 1990             | 1995             | Antonio Zaccarella | lista civica | Sindaco     |             |
| 23 aprile 1995   | 13 giugno 1999   | Nicandro Volpe     | lista civica | Sindaco     |             |
| 13 giugno 1999   | 21 novembre 2007 | Riccardo Lancini   | lista civica | Sindaco     |             |
| 21 novembre 2007 | 14 aprile 2008   | Leonardo Bianco    |              | Comm. pref. |             |
| 14 aprile 2008   | 10 giugno 2018   | Francesco Rossi    | lista civica | Sindaco     | [ 7 ] [ 8 ] |
| 11 giugno 2018   | in carica        | Marciano Ricci     | lista civica | Sindaco     | [ 9 ]       |

## Sport
Montaquila ha due squadre di calcio, la Polisportiva Roccaravindola 1973 che gioca attualmente nel campionato di	Promozione Molisano e il Montaquila Calcio a 5 che gioca il campionato molisano di serie C.